# Língua fangue
Fangue /ˈfɒŋ/, Fang, é uma língua centro-africana falada por mais de 3 milhões de pessoas nos Camarões, Gabão, Guiné Equatorial e Congo . É a língua bantu de Gabão e Guiné Equatorial. Está relacionado às línguas Bulu e Euondo do sul de Camarões. Fang é falado no norte do Gabão, no sul dos Camarões, em toda a Guiné Equatorial, na República do Congo, e pequenas frações das ilhas de São Tomé e Príncipe. No governo do presidente Francisco Macías Nguema, o Fangue era a língua oficial da Guiné Equatorial.

## Dialetos
Existem diversas variantes de Fang no Gabão e nos Camarões. Maho (2009) lista o Fang Sudoeste como uma linguagem distinta. Os outros dialetos são Ntoumou, Okak, Mekê, Atsi (Batsi), Nzaman (Zaman), Mveni e Mvaïe.

## Corpus e léxico
Apesar de haver muito pouco corpus verdadeiramente confirmado de literatura Fang, é de notar que os linguistas, no passado, tentaram compilar dicionários e léxicos para a língua. Os dois mais notáveis a serem propostos ou totalmente compilados foram feitos por Maillard (2007). Um modelo teórico para um dicionário escolar intensivo Fang-Francês- Inglês, por Bibang (2014). Este nem tentou criar um dicionário direto Fang-Inglês, mas optou por separar os dois idiomas através de uma terceira língua europeia como uma ponte para vários termos adquiridos dessas línguas.
Os esforços de tradução para o inglês foram feitos através de línguas românicas: especificamente, espanhol e francês. A última das duas línguas provavelmente teria tido o maior impacto no Fang, dada a ocupação do Gabão pelos franceses durante a existência da África Equatorial Francesa (ela própria parte da África Ocidental Francesa), que durou 75 anos (1885 a 1960.) Em menor medida, em São Tomé e Príncipe, os portugueses também provavelmente influenciaram os dialetos de Fang presentes lá, devido ao país ser ocupado por Portugal na maior parte da história de habitação das ilhas.

## Escrita
A língua Fang usa o alfabeto latino numa forma criada por missionários, a qual não apresenta as letras Q e X; usam-se as formas ƞ, Ɔ, Ñ, Gb, Kp, Ɛ.

## Fonologia

### Vogais
Fang tem 7 vogais, cada uma das quais pode ter percepções curtas ou longas.
|              | Anterior (Longa) | Posterior (curta/longa) |
| ------------ | ---------------- | ----------------------- |
| Fechada      | i iː (ĩ)         | u uː (ũ)                |
| Meio Fechada | e eː (ẽ)         | o oː (õ)                |
| Meio aberta  | ɛ ɛː (ɛ̃)         | ɔ ɔː (ɔ̃)                |
| Aberta       | a aː (ã)         | a aː (ã)                |

Vogais nasais são alofones das respectivas vogais orais, quando seguidas por consoantes nasais [ŋ] ou [ɲ]. Palavras não podem começar com [ɛ], [i], [ɔ] nem [u].

#### Ditongos
Ditongos podem ser combinações de qualquer vogal com {IPA|[j]}} ou [w], bem como [ea], [oe], [oa], [ua].

#### Tons
Fang distingue entre 4 tons diferentes, convencionalmente denominados: alto, baixo, subindo e caindo. Os dois anteriores são tons simples, enquanto os últimos são tons compostos. Uma vogal em uma sequência de vogais pode ser não pronunciada em discurso casual, embora seu tom permaneça e atribuído à vogal restante. .

### Consoantes
O Fang, tem 24 sons consoantes. A maioria deles pode tornar-se pre-nasalizada:
|             | Labial    | Dental | Alveolar      | Alveo-palatal | Velar                   | Glotal |
| ----------- | --------- | ------ | ------------- | ------------- | ----------------------- | ------ |
| Nasal       | m         |        | n             | ɲ             | ŋ                       |        |
| Oclusiva    | p b mp mb |        | t d nt nd     |               | k ɡ ŋk ŋg k͡p ɡ͡b ŋk͡p ŋɡ͡b | ʔ      |
| Africada    |           |        | t͡s d͡z nt͡s nd͡z |               |                         |        |
| Fricativa   | f v ɱf ɱv |        | s z ns nz     |               |                         | h      |
| Aproximante |           |        | l             | j ɲj          | w nw                    |        |
| Vibrante    |           |        | ɾ             |               |                         |        |

/h/ é usada somente em palavras de origem estrangeira.
As palavras não podem começar com  / ŋ /, exceto quando seguido por uma consoante velar.  / ɾ / e  / z / também estão restritos da posição inicial da palavra.  / g / e  / p / só podem vir na posição inicial da palavra em termos de origem estrangeira, embora em muitos desses casos,  / g / se torne percebi como  [ŋg].
O morfema "gh" é pronunciado como  ɾ no caso da palavra "Beyoghe" (o termo Fang para Libreville); uma das várias alterações à pronúncia por morfologia.
Também é importante notar que em Fang, em cada "hiato", como em Ma adzi, é necessário que se façaalguém faça da segunda palavra um afetismo, sem que se pronuncie o  um aː som no início da segunda palavra, a fim de criar frases gramaticalmente corretas.

## Exemplos de frases
Há diversas variantes da língua fangue no Gabão e Camarões. Abaixo, um exemplo de diversas palavras e frases comuns faladas no dialeto da região de Oyem, no norte do Gabão:
- Olá (para uma pessoa) = M'bolo
- Olá (para várias pessoas) = M'bolani
- Responde-se = Am'bolo; Am'bolani
- Como vai? = Y'o num vah?
- Responde-se = M'a num vah
- Onde você está indo = Wa kuh vay?
- Estou indo para casa = Ma kuh Andah
- Estou indo para a escola = Ma ke see-kolo
- Estou indo para uma caminhada = Ma ke ma woolou
- Estou faminto = Ma woh zeng
- Estou doente = Ma kwan
- Eu entendo francês = Ma wok Flacci
- Eu não entendo fangue = Ma wok ki Fang
- Eu não falo fangue = Ma kobe ki Fang
- O que você disse? = Wa dzon ah dzeh?
- Eu disse... = Ma dzon ah...